# Tour della nazionale maschile di rugby a 15 del Sudafrica 2013
Nel 2013 la Nazionale del Sudafrica di rugby a 15 ha in programma un tour in Europa che prevede tre test match, due in Gran Bretagna contro Galles e Scozia e uno in Francia.

## Risultati
| Arbitro: | Alain Rolland |

|                                  |      |                                                  |
|                                  | mt   | 10' de Villiers, 16' B. du Plessis, 64' du Preez |
|                                  | tr   | 10' e 16' M. Steyn, 64' Lambie                   |
| 2', 8', 24', 33' e 55' Halfpenny | c.p. | 4' M. Steyn                                      |

| Arbitro: | Jérôme Garcès |

|  |    |                                                              |
|  | mt | 4' Alberts, 29' W. le Roux, 31' JP Pietersen, 52' Oosthuizen |
|  | tr | 4', 29', 31' e 52' Lambie                                    |

| Arbitro: | Wayne Barnes |

|              |      |                                     |
| 40' Huget    | mt   | 2' JP Pietersen                     |
| 40' Parra    | tr   | 2' M. Steyn                         |
| 74' Doussain | c.p. | 27', 39' e 60' M. Steyn, 79' Lambie |